# East Hagbourne
 (septembre 2023).
Pour l’article homonyme, voir West Hagbourne.
East Hagbourne est une paroisse civile et un village de l'Oxfordshire, en Angleterre.